# Jean-Bénédict Humbert
Pour les articles homonymes, voir Humbert.
Jean-Bénédict Humbert (né le 16 février 1749 à Genève et mort le 24 janvier 1819) est un homme politique et révolutionnaire genevois, qui fut syndic responsable du Département des subsistances à Genève en 1794-1795.

## Biographie succincte
Horloger de formation, il est l'auteur de plusieurs brochures dans lesquelles il exprime ses idées en matière de gestion du territoire, généralement citées sous le titre Les Contes du Fils Duchêne. Le premier numéro est intitulé Considérations bougrement signifiantes du Fils Duchêne foutre et le second Suite des foutus contes du Fils Duchêne. « Il voulait redistribuer l'ensemble du territoire genevois en parcelles égales aux citoyens, qui auraient ainsi possédé chacun une ferme et des champs. Après la fin de son mandat, Jean-Bénédict Humbert effectua une relecture des thèses rousseauistes relatives au mode de vie rural ». Il était surnommé « Fils Duchêne », « Compère Perret », ou encore « Syndic des pommes de terre ».

## Vie et carrière
Jean-Bénédict Humbert nait le 16 février 1749 à Genève. Son père, Jean-Pierre Hercule Humbert (1726-1811), est monteur de boîtes et habitant de Genève depuis 1746. Humbert se forme au métier d’horloger avant d’épouser Élisabeth Convert (1749-1798), fille d’un bourgeois de Neuchâtel, en 1770. De leur union naissent trois enfants (Jeanne Louise, Jean Bénédict et Jean Antoine Louis), dont les deux premiers meurent vraisemblablement en bas âge.
En 1783, Jean-Bénédict Humbert séjourne pendant un an dans la colonie de New Geneva, située près de Waterford en Irlande et fondée par des exilés genevois après l’échec de la Révolution de 1782. Revenu à Genève en 1784, il semble s’installer à Neuchâtel, où il vit conjointement de sa profession d’horloger et de travaux agricoles, tout en commençant, à partir de 1789, à publier ses écrits révolutionnaires. La réputation que lui procurent ces derniers lui permet d’être élu, le 12 février 1793, au nombre des 120 membres de l’Assemblée Nationale genevoise.
Le 13 février 1794, Humbert est élu dans le premier quadrille de syndics de l’ère de l’Égalité genevoise, en même temps que Jean Janot, Julien Dentand et Esaïe Gasc. Il occupe la fonction de syndic d’avril 1794 à avril 1795, et se voit chargé du Département des Subsistances et de celui des Arts, de l’industrie, du commerce et des monnaies. Au cours de cette année-là, il promeut notamment le développement des arts et des sciences, mais tente surtout de mettre en œuvre le projet de réforme agraire qu’il défend dans ses brochures (voir infra) à travers la nationalisation des biens communaux. La loi qu’il fait voter le 21 septembre 1794 finit néanmoins par avorter et est abrogée par un édit du 12 avril 1795.
Au cours des années qui suivent son mandat, Humbert développe sa pensée en matière de finances publiques et, à travers l’exemple des relations de Genève avec la France et Carouge, défend le désenclavement du territoire genevois. Passant pour un original peu sérieux et utopiste, il se voit peu à peu marginaliser de la vie politique et du débat public. Il séjourne un temps à Paris sous l’Empire, où il publie en 1807 La carrière du grand Napoléon.
Jean-Bénédict Humbert meurt dans la nuit du 24 au 25 janvier 1819.

## Pensée politique
Proche de la branche modérée du parti des Représentants, Jean-Bénédict Humbert propose un programme politique inspiré des idées de Rousseau et influencé par Benjamin Franklin et William Penn, visant à désenclaver le territoire genevois. Son œuvre, publiée sous la forme de brochures anonymes ou sous pseudonymes, critique le luxe et le théâtre, et promeut un idéal d’autosubsistance supposé assurer à Genève son indépendance économique. Il réclame la nationalisation des biens communaux et une répartition égale du territoire, et propose de déplacer à la campagne une partie de la population urbaine genevoise. Il met ainsi en avant un modèle de gentleman-farmer inspiré de son propre mode de vie, et incite les ouvriers horlogers genevois à compléter leurs revenus par la pratique de l’agriculture afin de surmonter la crise économique de la fin du XVIIIe siècle. La métairie utopique d’Humbert, élaborée à partir de son expérience personnelle, s’étend sur une surface d’environ 8300 m2 divisée en trois bandes : sur la première est cultivé le blé, la seconde est une prairie artificielle destinée à nourrir la vache, et la troisième concentre les cultures d’appoint (vigne, jardin potager, verger et pommes de terre).
Répugnant à se produire en public, Humbert recourt volontiers dans ses écrits à un langage argotique, populaire et ordurier qui lui attire la sympathie du peuple et le rejet des classes dirigeantes. Il défend la liberté d’expression et le droit à l’instruction, appelant à rendre le savoir accessible à tous, y compris aux jeunes filles. Il se fait surtout connaître pour sa promotion de la culture de la pomme de terre (ce qui lui vaut son surnom de « Syndic des Tuffelles », la tuffelle étant le nom donné localement à la pomme de terre) et livre, dans une de ses Lettres adressées aux Rédacteurs du Journal de Genève, la recette d’un pain économique à base de farine de blé et de pomme de terre.
Dans ses Contes du Fils Duchêne, publiés en vingt-cinq fascicules entre décembre 1793 et avril 1794 et inspirés du Père Duchêne d’Hébert, Humbert exprime ses idées révolutionnaires à travers un langage volontairement choquant. Il y invente, à partir du dix-septième numéro, le personnage du Compère Perret, son alter-ego « péclotier [horloger] et cultivateur ». Humbert abandonne la publication de ses Contes provocateurs le 11 avril 1794 pour se consacrer aux Avis du Compère Perret, centrés sur la dénonciation des privilèges, et dans lesquels il recourt à une langue plus policée.
Pendant la période de l’annexion de Genève par la France (1798-1813), et jusqu’à la Restauration, Humbert exprime de manière croissante son désir de voir Genève rattachée à la République helvétique.
Jean-Bénédict Humbert a laissé la réputation d’un original inoffensif, porte-parole utopiste et énervant des milieux populaires genevois.

## Écrits
Liste des œuvres attribuées à Jean-Bénédict Humbert : 
- Lettre à Monsieur D***, paru le 8 février 1789
- Lettre adressée aux Rédacteurs, paru le 9 janvier 1790
- Réponse à M. Pierre-Moïse-Abraham R. V. A., paru le 20 janvier 1790
- Adresse à mes concitoyens, paru en 1792
- Réponse des Révolutionnaires genevois au Père Duchêne, paru le 20 avril 1793
- Considérations bougrement signifiantes du fils Duchêne foutre, paru de décembre 1793 à avril 1794, notamment :
  - Suite des foutus contes du fils Duchêne
- Collection complette des numéros du Fils Duchêne, paru de décembre 1793 à avril 1794
- Numéro premier. Avis du Compère Perret, paru le 20 avril 1794
- N° 2. Avis du Compère Perret, paru le 25 avril 1794, 4 p. [lire en ligne]
- N° 3. Avis du Compère Perret, paru fin avril 1794, 4 p. [lire en ligne]
- N° 4, 5, 6 et 7. Avis du Compère Perret, paru le 25 juin 1794
- N° 8 et 9. Avis du Compère Perret, paru le 16 juillet 1794
- N° 10. Avis du Compère Perret, paru le 14 août 1794
- Rapport sur les opérations du Département provisoire de l'industrie et des Arts, paru le 17 décembre 1794
- Egalité, Liberté, Indépendance. Le département des arts, de l'industrie, du commerce et des monnoies à ses concitoyens, paru le 10 mars 1795
- Almanach du bon homme Richart, paru le 1er juillet 1795
- N° 11. Avis du compère Perret, paru le 30 août 1795
- Remarques sur un paragraphe du rapport des Commissionnaires de la comptabilité nationale, paru le 23 janvier 1796
- Aux citoyens Masbou, Terrisse, Geymet & Batard, commissaires de la comptabilité nationale, paru le 28 janvier 1796
- Dialogue entre Madame Basle et la citoyenne Genève, paru le 7 décembre 1796
- Suite du Dialogue entre Madame Bâle & la citoyenne Genève, sans date
- Suite du Dialogue entre Madame Bâle & la citoyenne Genève, sans date
- L'Éditeur de Madame Basle à l'Auteur des Considérations sur nos Finances, paru le 9 janvier 1797
- Recherches économiques pour convertir les déficits en épargne, dédiées au peuple genevois, & soumises au Conseil Législatif pour en user selon sa sagesse & sa prudence, paru le 23 février 1797
- Considérations sur le tableau de la recette et de la dépense de l'État de cette année 1797 et sur le déficit de soixante mille écus qu'il présente, paru en 1797
- Précis historique des relations politiques de la République de Genève avec la France depuis 1589 à 1798, paru le 1er janvier 1798
- Suite du précis historique. Des relations de Genève avec Carouge, de leurs intérêts réciproques, démontrés fondés sur la bonne harmonie, paru le 20 janvier 1798
- La carrière du grand Napoléon, suivie d'une esquisse comparée de son administration avec l'ancienne, d'une notice sur les environs du Léman, l'introduction des mérinos & de quelques détails économiques d'une ferme de ce département. Par un zélé partisan de la paix perpétuelle, paru en avril 1807
- Manuel abrégé de géographie raisonnée, avec quelques notices sur la statistique, les productions, le commerce & les moyens de se procurer plus facilement les denrées coloniales, & quelques pièces fugitives; Dédié aux bonnes Mères, par B. H., paru en 1810
- Essai sur les moyens d'assurer la neutralité de l'Helvétie par la démarcation des limites naturelles évidemment posées par le Créateur pour éviter les contacts, sources de guerre entre les Etats limitrophes, remis au Prince de Metternich, à son passage à Genève, paru en 1816
- 1er Bavardage rimé d'un vieux radoteur, paru en 1817

## Citations
Plus d’opulence, plus d’indigence, ces deux salopes seront toujours cul & chemise.
Si mes foutus contes vous ennuient, envoyez-moi faire foutre ; si au contraire vous les accueillez, je vous en fouterai de tems en tems quelques bordées, & chacun aura sa pide. Je vous parlerai de constitution, d'économie publique & privée, de contributions, de luxe, d'agriculture, & je dirai franchement à chacun son fait ; car je me fous du qu'en-dira-t-on ?
On m'assure, & j'ai peine à le croire, qu'il y a des jean-foutres d'égoïstes qui ont l'impudence de manger des brioches & des bonbons. Tonnerre de Dieu ! dans un moment comme celui-ci, c'est être pire que des requins ! Dieu me damne ! des bonbons ! quand des Genevois manquent de pain ! c'est révoltant, ça crie vengeance ; vite que le Comité de la bâfre en fasse justice, dénonce comme mauvais Citoyens ceux qui en introduiront dans les sociétés.